# Gebauer-Schwetschke
Gebauer-Schwetschke waren ein Verlag und eine Druckerei in Halle (Saale) von 1733 bis 1949.

## Geschichte
Seit 1612 führte Christoff Bissmarck eine Druckerei in der Schmeerstraße in Halle. 1707 erwarb sie Stephan Orban und erweiterte sie erheblich. 1733 kaufte sie Johann Justinus Gebauer. Ab 1736 verlegte er dort auch Bücher. Nach dessen Tod 1772 übernahm der Sohn Johann Jacob Gebauer die Druckerei und den Verlag. Er entwickelte diesen zu einem der auflagenstärksten in der Region, der auf der Leipziger Messe eine ganze Etage für seine Stände benötigte. 1818 übernahm sie der Sohn, er starb aber überraschend bereits 1819.
Daraufhin erwarb dessen  Schwager Carl August Schwetschke Verlag und Druckerei. Nach dessen Tod 1832 übernahm sie dessen Sohn Carl Gustav Schwetschke. (Er übernahm 1843 übernahm er auch den Verlag Hemmerde & Schwetschke, verkaufte ihn aber 1851.) Nach dessen Tod 1882 wurden die Söhne Felix, Eugen und Ulrich die Eigentümer. 1902 wurde das Unternehmen in eine GmbH umgewandelt. 1937 wurde die Druckerei abgetrennt und  der Verlag in den Gebauer-Schwetschke Verlag Nachf., Jaeger K.-G. umgewandelt. Bis 1943 wurden dort Bücher verlegt.
1945/46 wurde die Druckerei teilweise demontiert, dann aber wieder in Stand gesetzt. 1947 erhielt Gebauer-Schwetschke Nachf., Jaeger KG eine neue Verlagslizenz durch die sowjetische Militäradministration. Danach erschienen dort wieder einige Bücher zur Halleschen Kulturgeschichte. Um 1950  wurde der Verlag aufgelöst, wahrscheinlich nachdem der Inhaber in den Westen gezogen war.
Die  VEB Druckerei der Werktätigen wurde  1970 an die Druckerei Freiheit angeschlossen.